# American Gothic (serie de 2016)
American Gothic es una serie de televisión de misterio dramático estadounidense creada por Corinne Brinkerhoff. El show se estrenó el 22 de junio de 2016. El 17 de octubre de 2016, CBS canceló la serie después de una temporada.

## Sinopsis
Los Hawthornes son una acomodada familia de Boston formada por los padres Mitch y Madeline Hawthorne y sus hijos Garrett, Allison, Tessa y Cam, deben de redefinirse a sí mismos después de descubrir que su recientemente patriarca fallecido podría haber sido un asesino en serie conocido como "El Asesino de la Campanilla de Plata". Surge la sospecha de que uno de ellos pudo haber sido su cómplice.

## Personajes

### Personajes principales
| Actor              | Personaje               | Ocupación                    | N.º de episodios | Duración | Estado | Causa                |
| ------------------ | ----------------------- | ---------------------------- | ---------------- | -------- | ------ | -------------------- |
| Antony Starr       | Garrett Hawthorne       | -                            | 13               | 2016     | Vivo   | -                    |
| Juliet Rylance     | Alison Hawthorne        | Alcalde de Boston / Política | 13               | 2016     | Viva   | -                    |
| Justin Chatwin     | Cam Hawthorne           | Caricaturista                | 13               | 2016     | Vivo   | -                    |
| Megan Ketch        | Tessa Hawthorne-Ross    | Maestra                      | 13               | 2016     | Viva   | -                    |
| Virginia Madsen    | Madeline Hawthorne      | -                            | 13               | 2016     | Muerta | asesinada por Sophie |
| Elliot Knight      | Brady Ross              | Oficial de Policía           | 13               | 2016     | Vivo   | -                    |
| Stephanie Leonidas | Sophie Martin-Hawthorne | Artista / Asesina            | 13               | 2016     | -      | -                    |
| Gabriel Bateman    | Jack Hawthorne          | -                            | 13               | 2016     | Vivo   | -                    |

### Personajes Recurrentes
| Actor                                      | Personaje                                | Ocupación                         | N.º de episodios | Duración |
| ------------------------------------------ | ---------------------------------------- | --------------------------------- | ---------------- | -------- |
| Maureen Sebastian                          | Naomi Flynn                              | Novia y Jefe de Campaña de Alison | 9                | 2016     |
| Deirdre Lovejoy                            | Linda Cutter                             | Detective                         | 9                | 2016     |
| Dylan Bruce                                | Tom Price                                | exesposo de Alison                | 7                | 2016     |
| Catalina Sandino                           | Christina Morales                        | Novia de Garrett                  | 6                | 2016     |
| Teresa Pavlinek                            | Dana                                     | -                                 | 6                | 2016     |
| Natalie Prinzen-Klages                     | Harper Hawthorne-Price                   | -                                 | 5                | 2016     |
| Nora Prinzen-Klages                        | Violet Hawthorne-Price                   | -                                 | 5                | 2016     |
| Enrico Colantoni                           | Bill Conley                              | Mayor / ex-Inspector de Seguridad | 5                | 2016     |
| Lorna Wilson                               | Phyllis Krittenhauser                    | -                                 | 5                | 2016     |
| Richard Fitzpatrick                        | Craft                                    | Teniente                          | 4                | 2016     |
| Micheal Doonan                             | Garrett Hawthorne (de joven)             | -                                 | 3                | 2016     |
| Spencer Macpherson                         | Cam Hawthorne (de joven)                 | -                                 | 3                | 2016     |
| Aidan Devine                               | Gunther Holzman                          | -                                 | 3                | 2016     |
| Bethany Joy Lenz                           | April                                    | Novia de Cam                      | 3                | 2016     |
| Erica Deutschman                           | Alison Hawthorne (de joven)              | -                                 | 2                | 2016     |
| Zoe Begley                                 | Tessa Hawthorne (de joven)               | -                                 | 2                | 2016     |
| Jake Manley                                | Tom Price (de joven)                     | -                                 | 1                | 2016     |
| Sofia Gaspar Alexa Giamou                  | Sophie (de adolescente) Sophie (de niña) | -                                 | 1                | 2016     |
| Lara Jean Chorostecki Kendra Leigh Timmins | Molly (de adulta) Molly (de joven)       | -                                 | 1                | 2016     |

### Antiguos personajes recurrentes
| Actor          | Personaje                  | Ocupación                        | Episodios | Duración | Estado | Causa                                                |
| -------------- | -------------------------- | -------------------------------- | --------- | -------- | ------ | ---------------------------------------------------- |
| Sarah Power    | Jennifer Windham           | Reportera                        | 5         | 2016     | Muerta | asesinada por Madeline                               |
| Jamey Sheridan | Mitchell "Mitch" Hawthorne | Asesino en Serie                 | 3         | 2016     | Muerto | asesinado por Madeline                               |
| Aidan Devine   | Gunther Holzman            | Empleado de los Hawthorne        | 3         | 2016     | Muerto | asesinado por Madeline y lo hizo parecer un suicidio |
| Rod Martin     | John Martin                | Asesino en Serie "SBK"           | 2         | 2016     | Muerto | -                                                    |
| Lydia Monet    | Brigid Martin              | Esposa de John / Madre de Sophie | 1         | 2016     | Muerta | murió debido a una enfermedad                        |
| Yancey Arias   | David "Dave" Morales       | -                                | 1         | 2016     | Muerto | asesinado por Madeline                               |

## Episodios
La primera temporada de la serie estuvo conformada por 13 episodios.

## Producción
CBS anunció una orden de 13 episodios consecutivos a la serie el 9 de octubre de 2015.